# Tony Hagen
Anton Maria Marcel (Tony) Hagen (Luxemburg-Stad, 5 februari 1924 – ?, 2008) was een Luxemburgs glazenier, kunstschilder, tekenaar en illustrator.

## Leven en werk
Hagen was een zoon van schoen- en leerhandelaar Jules Hagen en Anne Denis. Hij studeerde aan de Koninklijke Academie voor Schone Kunsten van Brussel (1945-1948), waar hij les kreeg van Léon Devos. Hij won er onder meer een eerste prijs voor een landschap (1946) en de eerste prijs voor schilderen naar levend model en de eerste prijs voor compositie (1947). Eind 1947 had hij met drie medestudenten zijn eerste expositie bij galerie L'Ecrin d'Art in Brussel. De pers was positief: "Tony Hagen is de colorist bij uitstek. Met intense rode en blauwe kleuren zoekt hij een evenwicht te bereiken, dat terzelfdertijd zijn liefde voor het leven en zijn bewondering voor de natuur zou uitdrukken." en "Tony Hagen est un peintre vigoureux. Son 'Homme a l'écharpe et les deux natures mortes qui l'ecadrent sont très beaux de couleur, solides et amplement syntétisées."  Een jaar later behaalde hij met onder anderen Robert Weimerskirch het diploma professeur de dessin.
In 1949 nam Hagen deel aan een prijsvraag voor het ontwerp en de uitvoering van de gebrandschilderde ramen in voor de Sint-Willibrordusbasiliek in Echternach, die werd herbouwd. Hagen behoorde met François Gillen, Émile Probst, en Gustave Zanter tot de winnaars. Zij mochten samen met een aantal Franse glazeniers hun ideeën uitvoeren, onder leiding van chef d'équipe Jacques Le Chevallier.
Hagen trouwde in 1951 met Eliane van Liefferinge (1928-1979). In 1953 kreeg hij een vaste aanstelling als professeur de dessin aan het Lycée de garçons d'Esch-sur-Alzette. Naast zijn werk als leraar was hij onder meer actief als decorontwerper en boekillustrator. In 1973 exposeerde hij olieverfschilderijen in de Cercle municipal in Luxemburg-Stad.
Tony Hagen overleed in 2008, hij werd begraven in Bertrange.

## Enkele werken
- 1946 affiche voor de Nationale Loterij t.b.v. het Œuvre Nationale de Secours Grande-Duchesse Charlotte.[13]
- 1950-1952 glas-in-loodramen voor de Sint-Willibrordusbasiliek in Echternach.[8]
- 1964 illustraties voor Fernand Hoffmanns Geschichte der Luxemburger Mundartdichtung. Luxemburg: Bourg-Bourger.[14]
- 1967 illustraties voor Tit Schroeders Um haalwe wee. Luxemburg: Sankt-Paulus-Druckerei.

- Musée national d'archéologie, d'histoire et d'art: lkl006852